# Варлесон
Варлесон Стелион Лисбоа Оливейра (порт.-браз. Warleson Stellion Lisboa Oliveira; род. 31 августа 1996, Куяба) — бразильский футболист, вратарь бельгийского клуба «Серкль Брюгге».

## Клубная карьера
Начинал футбольную в «Атлетико Паранаэнсе», но за клуб в официальных матчах не провёл ни одной минуты, периодически появляясь в составе на матчи бразильской Серии A и чемпионата штата. В 2018 году был отправлен в аренду в «Сампайо Корреа», выступавший дивизионом ниже, но и там был запасным вратарём, приняв участие только в одной игре. 5 мая 2018 года в матче Серии B с «Пайсанду» он вышел в стартовом составе и на 10-й минуте пропустил мяч, в результате чего игра закончилась с ничейным счётом 1:1.
В январе 2020 года на сборе на Мальте проходил просмотр в бельгийском «Серкль Брюгге», по результатам которого 6 февраля подписал с командой контракт, рассчитанный на полтора года. Тренерским штабом трансфер бразильца рассматривался как приобретение на перспективу, в результате чего вратарь тренировался с молодёжной командой. 8 августа в первом туре нового сезона против льежского «Стандарда» Варлесон дебютировал в Лиге Жюпиле.

## Статистика выступлений

### Клубная статистика
| Выступление      | Выступление      | Выступление      | Лига | Лига | Кубки | Кубки | Конт.кубки | Конт.кубки | Итого | Итого |
| Клуб             | Лига             | Сезон            | Игры | Голы | Игры  | Голы  | Игры       | Голы       | Игры  | Голы  |
| ---------------- | ---------------- | ---------------- | ---- | ---- | ----- | ----- | ---------- | ---------- | ----- | ----- |
| Серкль Брюгге    | Лига Жюпиле      | 2019/20          | 0    | 0    | 0     | 0     | 0          | 0          | 0     | 0     |
| Серкль Брюгге    | Лига Жюпиле      | 2019/20          | 1    | -1   | 0     | 0     | 0          | 0          | 1     | -1    |
| Серкль Брюгге    | Итого            | Итого            | 1    | -1   | 0     | 0     | 0          | 0          | 1     | -1    |
| Всего за карьеру | Всего за карьеру | Всего за карьеру | 1    | -1   | 0     | 0     | 0          | 0          | 1     | -1    |